# William Howard (4e comte de Wicklow)
Pour les articles homonymes, voir William Howard et Howard.
William Howard, 4e comte de Wicklow (13 février 1788 - 22 mars 1869) est un pair anglo-irlandais, appelé Lord Clonmore de 1815 à 1818.

## Biographie
Il est le fils aîné de William Howard, 3e comte de Wicklow et Eleanor Caulfeild. Il devient comte de Wicklow en 1818 à la mort de son père et, le 10 novembre 1821, il est élu représentant irlandais, ce qui lui permet de siéger à la Chambre des lords en tant que conservateur. Entre 1831 et sa mort, il est le premier Lord Lieutenant de Wicklow et est nommé chevalier de l'Ordre de Saint-Patrick le 9 octobre 1846 .
Le 16 février 1816, il épouse Lady Cecil Frances Hamilton, fille unique de John Hamilton, 1er marquis d'Abercorn de sa deuxième épouse, Cecil Hamilton . Il n'a aucune descendance masculine et son titre passe à son neveu, Charles Howard, 5e comte de Wicklow.